# Parsonsia purpurascens
Parsonsia purpurascens är en oleanderväxtart som beskrevs av J.B. Williams. Parsonsia purpurascens ingår i släktet Parsonsia och familjen oleanderväxter. Inga underarter finns listade i Catalogue of Life.